# ASRock
ASRock Inc. è un produttore di schede madri, PC industriali e HTPC, con sede centrale a Taipei in Taiwan, presieduta da Ted Hsu.
Fondata nel 2002, è di proprietà della PEGATRON, la quale fa parte del gruppo ASUS.

## Storia
Nel 2002 ASRock è stata originariamente una spin-off di ASUS. I piani per lo spostamento dell'upstream dell'azienda sono iniziati nel 2007 a seguito di una offerta pubblica iniziale (IPO) di successo sulla borsa di Taiwan.

## Prodotti e servizi
ASRock produce diversi dispositivi hardware per il mercato dell'Home computer e gaming, come le seguenti serie: Challenger, Fatal1ty, Phantom, Steel Legend, OC Formula, Taichi, Aqua.
- Schede madri per processori Intel e AMD, Taichi Carrara, è una serie di queste, che prende ispirazione/omaggia il Marmo di Carrara.[1]

- Dal 2017 produce schede video con GPU Radeon dalla serie RX 500 e successive, e le recenti Intel Arc Alchemist.[2]

- Minicomputer desktop con CPU Intel o AMD, anche mini case PC come il DeskMeet con alimentatore e scheda madre custom.
- Monitor per i videogiocatori, con risoluzione Full HD e superiori, fino 165 Hz con HDR ecc.[3]

Produce anche una serie di componenti per le imprese e industria, come rack, schede madri per workstation, servers ecc.

## Copertura del mercato
La distribuzione copre negozi di elettronica, di computer, rivenditori di gadget e negozi online. Le principali regioni di vendita nel 2011 sono per l'Europa il 37,68%, il Centro e il Sud America (principalmente rappresentato) per il 21,13%, l'Asia Pacifica il 40,95% e gli altri paesi nel mercato solo il 0,24%.